# Silene flavescens
Silene flavescens là loài thực vật có hoa thuộc họ Cẩm chướng. Loài này được Waldst. & Kit. miêu tả khoa học đầu tiên năm 1804.